# 石塚元章 ニュースマン!!
『石塚元章 ニュースマン!!』（いしづかもとあき ニュースマン!!）は、 CBCラジオで放送されているラジオ番組である。2016年4月2日放送開始。放送時間は毎週土曜 7:00 - 9:00。CBC論説委員である石塚元章の冠番組。

## 概要
様々な分野のコメンテーターをゲストに招き、「生活情報から世界情勢までゴージャスに届ける」ニュース情報番組である。
なお、前番組『土曜ワイド 広瀬隆のラジオでいこう!』で放送されていたミニコーナーなどはおおむね引き継がれている。
2021年6月より、直前に放送されている『土曜朝6時 木梨の会。』（TBSラジオ制作）内のローカル枠（6:50頃）で、渡辺（2024年10月から加藤愛）が今日の聞き所やリスナーから事前に届いたメッセージを紹介する時間を設けている。

## 出演者
- 石塚元章（CBC論説委員）
- 加藤愛 （フリーアナウンサー）（2024年10月5日 - ）[1]

## 主なコーナー
- ニュースなポイント!!
- ニュース! ザ・ワールド
- 石塚トレンド ザ・ナンバー（今日の数字）
- 絆プロジェクト
- 21世紀の賢者たち
- 北村シェフのホリデークッキング
- ラブなご

絆プロジェクト、北村シェフのホリデークッキング、ラブなごは前番組『土曜ワイド 広瀬隆のラジオでいこう!』から継続している。

## スペシャル番組
新春スペシャル
- 2020年1月4日　7:00 - 9:00

年末スペシャル
- 2023年12月30日　7:00 - 11:40

## 過去の出演者
- 渡辺美香（CBCアナウンサー）（開始 - 2024年9月28日）